# Nercza
Nercza (ros. Нерча, Niercza) – rzeka w azjatyckiej części Rosji, w Kraju Zabajkalskim, lewy dopływ Szyłki. Jej długość wynosi 580 km; dorzecze zajmuje powierzchnię 27 500 km².
Źródła rzeki znajdują się w paśmie Olokmiński Stanowik. Płynie ona szeroką doliną w kierunku południowym. Przy ujściu do Szyłki leży miasto Nerczyńsk. Reżim deszczowy. Rzeka jest pokryta lodem od października do przełomu kwietnia i maja. W okresie od maja do października Nercza występuje z koryta. Wykorzystywana jest do spławiania drewna. Jej dorzecze stanowi obszar wydobycia złota.